# Alexander Perls
Alexander Perls (11 de mayo de 1976, Boston, Massachusetts) es un músico y productor discográfico estadounidense. Sus proyectos más notables incluyen 009 Sound System y Aalborg Soundtracks, con canciones totalmente escritas, realizadas y producidas por él.
Las canciones de Perls son conocidas por sus mezclas de electrónica, trance y letras relacionadas con polémicas religiosas, que los oyentes han interpretado alternativamente como la obra de un cristiano, o la de un ateo.

## Primeros años de vida
Nacido en Boston, Massachusetts, mientras estudiaba como un nuevo estudiante de la University College de Londres en 1997, Perls trabajó con el colectivo musical de post-rock Magic Piano. Después de graduarse de Oberlin College en 1998, trabajó brevemente para el Gladstone Barbara Galería, un concesionario líder en arte contemporáneo en Nueva York, y luego se instaló en una carrera como compositor.

## Carrera musical
Alexander Perls y Simon Break se conocieron mientras Perls asistía a la escuela en Londres, finalmente se unieron con Glen Johnson al colectivo musical, Piano Magic. Después de dejar Piano Magic, Perls y Break formaron el dúo de electroacústico altamente conceptual Icebreaker International. Con el financiamiento proporcionado por la junta directiva NATOarts, Distant Early Warning fue lanzado en septiembre de 1999 a través de la estética. Al igual que la canción Distant Early Warning, el registro tomó su nombre de (y fue inspirado por) las estaciones de radar situadas en los bordes de Canadá y Alaska que advertían a miembros de la OTAN de posibles ataques nucleares soviéticos.
Entre 2000 y 2008, Perls compuso principalmente la música para los baile de Europa, incluyendo a David Guetta, Paul van Dyk, Ian Carey, ATB, y Robert M. por primera vez en la ciudad de Nueva York, y después de 2006, en Los Ángeles. De 2000 a 2003 fue uno de los miembros del dúo de música electrónica CIRC, que lanzó un álbum, Amor eléctrico, y varios singles y remixes.
Entre 2002 y 2004, el catálogo de la edición musical de Perls estuvo representada por Bug Music. Entre 2004 y 2011, el catálogo de la edición musical de Perls estuvo representada fuera de los Estados Unidos por Independent Music Group. Desde 2011, el catálogo de Perl se ha representado fuera de los Estados Unidos por Kobalt Music.
En 2011, Track One Recordings abrió un concurso de remix para producciones Perls "Dreamscape" y "Born to be Wasted".
Varias de las canciones de Perls bajo los nombres de los artistas "009 Sound System" y "Aalborg Soundtracks" han sido incluidas en bandas sonoras libres de Ezvid, un fabricante de vídeos gratuitos para Windows.
La canción "Wings" fue creado para ser el tema principal de The Wings Flying Hoodiea, unas sudaderas con un sistema de almohada de viaje hinchable y antifaz incorporado.

### Notoriedad de 009 Sound System en YouTube
Como consecuencia de la introducción por parte de YouTube de un sistema llamado AudioSwap (cambio de audio) el 22 de febrero de 2007, el cual sustituía el audio de bandas sonoras de derechos de autor por canciones con licencia Creative Commons, una serie de canciones de 009 Sound System, en particular "Dreamscape", "With a Spirit", "Space and Time", "Born To Be Wasted", "Holy Ghost" y "Trinity", dieron un gran salto a la fama gracias a su aparición en una gran cantidad de vídeos de YouTube; muchos usuarios de YouTube en broma han declarado una u otra canción como el "himno nacional" no oficial de YouTube. Estas 6 pistas se hicieron comunes en muchos videos, debido a que se colocaron en la parte superior de la lista de AudioSwap, y muchos usuarios no se preocupaban por la canción utilizada en sus videos.

## Discografía

### Con Icebreaker International
- "Distant Early Warning" (1999)
- "Trein Maersk" (2000)
- "Into Forever" (2003) (en colaboración con Manual)

### Singles
- "Icebreaker* / Piano Magic - #1" (1998)
- "Port Of Yokohama" (2000)

### Con 009 Sound System
- "Annex Trax, Vol. 1" (2007)
- "009 Sound System" (2006)
- "The Hits" (2010)

### EP
- "Holy Ghost" (2007)
- "Sing For The Song" (2011)

### Singles
- "Space and Time" (2006)
- "Dreamscape" (2006)
- "Trinity" (2007)
- "Born To Be Wasted" (2007)
- "With A Spirit" (2007)
- "When You're Young" (2007)
- "Holy Ghost" (2007)
- "Powerstation" (2007)
- "High All Day" (2007)
- "Shine Down" (2007)
- "Music and You" Alexander Perls (2007)
- "Speak to Angels" (2008)
- "Sweet Mary" (2008)
- "Holiday (So High)" (2008)
- "Beat of the Moment" (2008)
- "Within a Single" (2009)
- "Dream We Knew" (2009)
- "The Dark Empire" (2009)
- "The Hero Waits"(2009)
- "Wings" (2011)

### Con Aalborg Soundtracks
- "Aalborg Soundtracks Vol. 1" (2008)
- "Aalborg Soundtracks Vol. 2" (2008)
- "Aalborg Soundtracks Vol. 3" (2009)
- "Aalborg Soundtracks Vol. 4" (2009)
- "Aalborg Soundtracks Vol. 5" (2010)